# Grinjan
Grinjan (wł. Nigrignano) – wieś w Słowenii, w gminie miejskiej Koper. 1 stycznia 2018 liczyła 117 mieszkańców.